# Gerlinde Strixner
Gerlinde Strixner (...) è un'ex sciatrice alpina austriaca.

## Biografia
Sciatrice polivalente, la Strixner agli Europei juniores di Gällivare 1976 vinse la medaglia d'argento nella discesa libera e quella di bronzo nello slalom gigante; in Coppa Europa nella stagione 1977-1978 fu 2ª nella classifica generale e 3ª in quella di slalom speciale. Non prese parte a rassegne olimpiche né ottenne piazzamenti in Coppa del Mondo o ai Campionati mondiali.

## Palmarès

### Europei juniores
- 2 medaglie[1][2]:
  - 1 argento (discesa libera a Gällivare 1976)
  - 1 bronzo (slalom gigante a Gällivare 1976)

### Coppa Europa
- Miglior piazzamento in classifica generale: 2ª nel 1978[1]

### Campionati austriaci
- 2 medaglie[1]:
  - 1 argento (combinata nel 1978)
  - 1 bronzo (slalom speciale nel 1978)